# 愛と平和
『愛と平和』（LOVE AND PEACE）は、SOFT BALLETの3枚目のアルバム。

## 概要
初回盤は2枚組。このアルバムからは「EGO DANCE」と「FINAL」の2枚のシングルがきられたが、タイトル曲及びカップリング曲のどちらもアルバム収録版とは異なる。おりしも開戦した湾岸戦争に影響を受けており、アラビア語で「アラー・アクバル(神は偉大なり)」と叫ぶ台詞(本人ではない)が収録されていたりする。

## 収録曲
DISC 1
1. SAND LÖWE (BEAT MIX) (藤井麻輝)
2. VIRTUAL WAR (藤井麻輝)
3. EGO DANCE (EXTENDED VERSION) (森岡賢)
4. OBSESSION (藤井麻輝)
5. LAST FLOWER (森岡賢)
6. AMERICA (森岡賢)
7. FINAL (森岡賢)
8. OPTIMAL PERSONA (藤井麻輝)
9. TANGO IN EDEN (森岡賢)
10. TEXTURE (藤井麻輝)
11. SAND LÖWE (藤井麻輝)

- 括弧内は作曲者。作詞者はM-10のみ藤井麻輝、他は全て遠藤遼一。編曲は全曲SOFT BALLET。

DISC 2
1. AMERICA (Remix) (森岡賢)
2. VIRTUAL WAR (Remix) (藤井麻輝)

## 関連シングル
1. EGO DANCE
  - EGO DANCE (Single Version) / BLOOD / NECRON
2. FINAL
  - FINAL -7inch mix / VIRTUAL WAR -Dub Version-

## 参加ミュージシャン
- 遠藤遼一 - ヴォーカル
- 森岡賢 - コンピュータ・プログラミングとシンセサイザー（3、5-7、9）、ピアノ（1、5-6、9、11）、コーラス（1、11）
- 藤井麻輝 - コンピュータ・プログラミングとシンセサイザー（1-2、4、8、10-11）、ノイズ（1-2、5、8、11）、金属パーカッション（2、4、8）

### ゲスト
- Ian Curnow - キーボード・プログラミング
- 石塚伯広 - エレクトリック・ギター（1-3、6-9、11）、アコースティック・ギター（1、11）
- 篠崎正嗣 - ヴァイオリン（1、11）、胡弓（10）
- 上領亘 - シンバル（2-3、6-9）、ハイハット（3）、タムタム（6、9）、ドラムス（10）
- 成田忍 - ギター（4）
- 杉山勇司 - アコースティック・ギターとタブラとタブラー・バーヤン（10）